# Censura a Espanya
La censura a Espanya es refereix a totes les accions que es poden considerar com la supressió de la llibertat d'expressió a l'estat espanyol. L'ONG d'origen francès Reporters Sense Fronteres, en el seu informe anual de 2019, situa Espanya en el lloc 29 de 180 estats avaluats respecte al grau de llibertat de premsa existent, i assenyala la Llei de Seguretat Ciutadana com a principal amenaça a la llibertat d'expressió en l'actualitat.

## Història de la censura a Espanya

### Inquisició espanyola

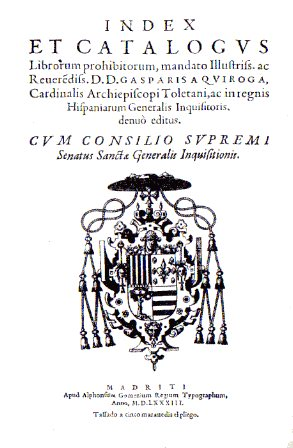
Índex de llibres prohibits de la Inquisició espanyola.Madrid, 1583

En el marc de la Contrarreforma, la Inquisició va treballar activament per evitar la difusió d'idees herètiques a Espanya mitjançant l'elaboració de successius Index Librorum Prohibitorum et Derogatorum: es van publicar índexs el 1551, 1559, 1583 i després, al segle xvii, el 1612, 1632 i 1640. Aquests índexs eren llistes de llibres prohibits per raons d'ortodòxia religiosa que ja eren comunes a Europa una dècada abans que la Inquisició publiqués el primer dels seus que era, en realitat, una reimpressió del publicat a la Universitat de Lovaina el 1546, amb un apèndix dedicat als llibres espanyols. Els índexs incloïen una enorme quantitat de llibres de tota mena, encara que prestaven especial atenció a les obres religioses i, particularment, a les traduccions vernacles de la Bíblia.
Es van incloure a l'índex, en un moment o altre, moltes de les grans obres de la literatura espanyola. També diversos escriptors religiosos, avui considerats sants per l'Església catòlica, van veure les seves obres a l'índex de llibres prohibits. En principi, la inclusió a l'índex implicava la prohibició total i absoluta del llibre, sota pena d'heretgia, però amb el temps es va adoptar una solució de compromís, consistent a permetre les edicions expurgades d'alguns dels llibres prohibits. Aquest va ser el cas, per exemple, del Lazarillo de Tormes, que, després d'entrar a l'índex, només va ser accessible a edicions expurgades fins a entrat el segle xix. Tot i que en teoria les restriccions que l'Índex imposava per a la difusió de la cultura a Espanya eren enormes, alguns autors, com Henry Kamen, opinen que un control tan estricte va ser impossible a la pràctica i que va existir molta més llibertat en aquest aspecte del que habitualment es creu. La qüestió és polèmica. Un dels casos més destacats -i més coneguts- en què la Inquisició va xocar frontalment amb l'activitat literària és el de Luis de León, destacat humanista i escriptor religiós, d'origen convers, que va patir presó durant quatre anys (entre 1572 i 1576) per haver traduït el Càntic dels Càntics directament de l'hebreu. És un fet, però, que l'activitat inquisitorial no va impedir el floriment de l'anomenat Segle d'Or de la literatura espanyola, malgrat que gairebé tots els seus grans autors van tenir en alguna ocasió els seus més i els seus menys amb el Sant Ofici.

### Censura en la Constitució de 1812
La Constitució Espanyola de 1812 confirmava la eliminació de l'òptica preventiva de la censura com garantia fonamental de la llibertat, però es cenyia la seva supressió només a les matèries polítiques. El manteniment de la censura en matèria de religió es va correspondre amb el tenor de l'article 12 de la Constitució.
| « | (castellà) los escritos sobre materias de religión quedan sujetos a la previa censura de los Ordinarios eclesiásticos, según lo establecido en el Concilio de Trento | (català) els escrits sobre matèries de religió queden subjectes a la prèvia censura dels Ordinaris eclesiàstics, segons el que estableix el Concili de Trento | » |

### Censura durant el regnat de Ferran VII
La culminació de la Guerra del Francès va suposar l'abrogació del sistema constitucional i la tornada al poder de Ferran VII i el restabliment del sistema preventiu de l'Antic Règim fins al Trienni Liberal. La censura eclesiàstica quedava limitada als escrits sobre la «Sagrada Escriptura» i sobre els dogmes de la religió.

### Censura durant la restauració
El 25 de novembre de 1905 un grup de militars espanyols van assaltar les redaccions del setmanari satíric ¡Cu-cut! i del diari La Veu de Catalunya. El setmanari, de caràcter catalanista, era molt crític amb les derrotes de l'exèrcit espanyol, cosa que va provocar l'assalt dels militars. Després d'aquest fet, el Govern en va suspendre la publicació i es va impulsar la Llei de Jurisdiccions per la qual els militars tenien la llibertat de jutjar què atemptava contra la unitat d'Espanya o contra l'exèrcit espanyol.

### Censura durant la dictadura de Primo de Rivera
El dictador controla la premsa de manera molt severa. La censura és quotidiana i permanent. Els diaris han de sotmetre
els seus articles en cinc exemplars: un torna amb el segell de la censura, un altre esta remés al dictador, i un tercer està conservat al despatx de la censura. Els darrers dos són per al Govern i el governador civil.
A nivell nacional és dirigida per l'Oficina de Información y Censura, dirigida inicialment per Pedro Rico Parada i, més endavant per Celedonio de la Iglesia. A les províncies, els governadors civils controlen les publicacions dels diaris locals. El 1929 Primo de Rivera substitueix de la Iglesia per un governador civil, Semprún arran d'un article d'autor desconegut publicat a La Nación el 15 d'abril. La censura que s'exercia a les províncies era més inflexible que a la capital de l'Estat. Conscients, el seus executors que, com recorda Celedonio de la Iglesia,
| « | (castellà) el disgusto y la "aurora boreal" aparecerían por la publicación y no por la tacha; éstas se prodigaban a diestro y siniestro, y alcanzaban a lo mas nimio e inofensivo. | (català) el disgust i l'"aurora boreal" apareixerien per la publicació i no per la tatxa; aquestes es prodigaven a dretà i sinistre, i arrivaven al més nimi i inofensiu. | » |

Primo de Rivera inaugura un nou mode de control de la informació que són les notes oficioses (escrites pel dictador). La seva inserció és obligatòria. El fet de no publicar una nota del dictador, canviar-ne el contingut o el títol implica sancions.
Primo de Rivera no exhibeix una doctrina clara. Tot i la proclamació de mesures arbitràries (censura), manté una relació particular amb què els que el critiquen, com els periodistes. La premsa no està totalment embossada sinó que s'adapta a les notes oficioses i al paternalisme del dictador.

### Censura durant la Segona República
L'Estatut jurídico del Govern Provisional, la Llei de Defensa de la República i la Llei de Orden Público de 1933 van permitre al governo imposar sancions i limitar la llibertat de premsa. Encara que l'article 34 de la Constitució Espanyola de 1931 eliminaba la censura prèvia, aquesta va ser restituïda sota la Llei d'Ordre Públic de 1933 i la reiterada aplicació dels estats d'excepció contemplats en aquesta.

### Censura durant el Franquisme
Dos textos legislatius determinen la intensitat de la censura a la règim franquista: durant la Guerra Civil, la Llei de Premsa de 1938, que suprimeix la premsa republicana i fa dels mitjans de comunicació un instrument de propaganda franquista, la Llei de Premsa de 1966, que suavitza l'anterior.
Durant la Transició i després d'haver-se promulgat la Llei per a la Reforma Política (1976), el Reial Decret de l'1 d'abril de 1977 obria el camí a la desaparició de la censura.

## Espanya actual

### Nacionalisme basc
Alguns mitjans de comunicació vinculats al nacionalisme basc i, especialment, a l'esquerra abertzale han estat objecte de la censura. Durant la dècada de 1990, la policia espanyola va investigar la suposada relació entre el diari basc Egin i ETA. El diari Egin i la seva emissora de ràdio, Egin Irratia, van ser clausurats en 1998 per ordre del jutge Baltasar Garzón. No obstant això, el 2009 els tribunals van resoldre que la seva activitat era lícita, contràriament a l'anterior resolució; però, a causa del temps transcorregut, no va ser possible reobrir ni el periòdic ni la ràdio.
Després del tancament d'Egin, un dels seus periodistes, Pepe Rei, va continuar la seva tasca professional i va crear l'any 1999 la revista Ardi Beltza. El 2001 va ser clausurada per Baltasar Garzón i el seu director, Pepe Rei, processat per un presumpte delicte d'integració en banda terrorista. Després de 5 mesos de presó preventiva fou alliberat i revocat el tancament de la publicació.
El diari Euskaldunon Egunkaria va seguir un camí similar. El 2003, el jutge instructor de l'Audiència Nacional, Juan del Olmo, va ordenar la seva clausura temporal durant sis mesos i l'embargament preventiu de tots els béns d'Egunkaria, perquè formaven presumptament part del conglomerat empresarial controlat per ETA. A més a més, alguns dels seus treballadors, entre ells el seu director, Martxelo Otamendi, van denunciar tortures a mans de la Guàrdia Civil. Tant la clausura com l'embargament es van anar prorrogant successivament durant set anys fins que, el 2010 tots els acusats van ser absolts.
El gener de 2011 l'Audiència Nacional va ordenar el tancament pàgina web Apurtu.org. Al desembre de 2013 es va arxivar el cas però la pàgina ja no va tornar a obrir. Un dels detinguts, Miguel Ángel Llamas, va passar 18 mesos a la presó sense judici. Un mes abans de l'arxiu del sumari, l'Audiència Nacional va ordenar el tancament de la pàgina web Ateak Ireki per considerar-la successora d'Apurtu.org. Després de l'arxiu del sumari d'Apurtu.org, no es van aixecar les restriccions contra Ateak Ireki. Per evitar un altre llarg procés per aconseguir obrir Ateak Ireki, es va iniciar un projecte de crowdfunding per obrir un nou mitjà. El resultat va ser el portal Ahotsa.info.
El 2013, l'Audiència Nacional va tancar un mitjà en línia local de Burlata, BurlataHerria, acusant al seu administrador d'enaltiment del terrorisme. Un any després va ser absolt i es va aixecar el tancament, tot i que la pàgina no va tornar a obrir.
El jutge Eloy Velasco de l'Audiència Nacional va imputar per enaltiment del terrorisme set membres de l'organització juvenil Ernai el 2013 i va ordenar el tancament del seu web. El jutge va ordenar al mitjà de comunicació Topatu retirar vídeos de la seva cobertura informativa d'una festival organitzat per Ernai en considerar-ho també com a enaltiment. Topatu va retirar els vídeos i tres dels seus periodistes van ser cridats a declarar a judici.

### Injúries a la Corona
Les injúries a la Corona constitueixen un delicte tipificat en els articles 490.3 i 491 del Codi penal espanyol, que preveu penes de presó de quatre a vint-i-quatre mesos. Aquest delicte és causa de controvèrsia entre les forces polítiques. Entre els processaments per aquest delicte es troben la revista satírica El Jueves, els diaris Deia i Gara, la revista Punto y Hora de Euskal Herria, polítics d'Esquerra Unida, l'esquerra abertzale i l'esquerra independentista catalana i diversos grups de música.
El 20 de juliol del 2007 el jutge Juan del Olmo va ordenar el segrest del setmanari satíric El Jueves, que havia publicat a la portada un dibuix del príncep Felip i la princesa Letícia en posicions sexuals explícites. El 15 de novembre els autors de la portada (dibuixant i guionista) van ser condemnats a pagar una multa de 3000 euros cadascun.

### Llei de Seguretat Ciutadana de 2015
La Llei Orgànica 4/2015, de 30 de març, de protecció de la seguretat ciutadana, coneguda amb el nom col·loquial de «llei mordassa», és una llei orgànica espanyola que va entrar en vigor l'1 de juliol de 2015, substituint l'anterior Llei Orgànica sobre protecció de la seguretat ciutadana (1992), coneguda com la llei Corcuera.

### Referèndum d'independència de Catalunya de 2017
Durant els dies previs al referèndum d'independència de Catalunya de 2017 la Guàrdia Civil va tancar el web oficial del referèndum per ordre del Tribunal Superior de Justícia de Catalunya, i va tancar o va bloquejar multitud de dominis alternatius oficials i no oficials. També es va bloquejar l'accés la porta d'entrada principal del InterPlanetary File System (IPFS), «gateway.ipfs.io», que estava sent utilitzada per accedir a la pàgina del referèndum des d'Espanya saltant-se el bloqueig.
El 20 de setembre la Guàrdia Civil va entrar a la seu de la Fundació puntCAT, que administra el domini de nivell superior.cat, i va detenir al director de l'àrea d'informació, Pep Masoliver. La Internet Society i la Electronic Frontier Foundation van denunciar que s'exigeixi a un registre de dominis exercir funcions de censura.
Fins al 27 de setembre, més de 140 llocs web relacionats amb el referèndum van ser bloquejats. Després del referèndum va continuar el bloqueig de llocs web. L'11 d'octubre va ser bloquejada la web oficial de l'Assemblea Nacional Catalana, «assemblea.cat».

### Altres casos

#### Internet
L'any 2000, l'Agència Espanyola de Protecció de Dades va iniciar un procediment contra l'Associació Contra la Tortura. Aquesta associació recopilava denúncies de tortures a Espanya recopilades per informes anuals que publicava a la seva web allotjada per Node50. La pàgina es va veure obligada a tancar davant la resolució que proposava una multa de fins a 100 milions de pessetes per publicar noms de policies i funcionaris de presons denunciats per tortures. Malgrat el tancament, multitud de pàgines web allotjades en altres països van replicar el contingut permetent el seu accés fins avui.
El 2007, en virtud de la Llei de Partits espanyola, els tribunals van dictar el tancament de la pàgina web [www.antorcha.org] del Partit Comunista d'Espanya (reconstituït) (PCE(r)).

#### Televisió
Un dels casos més notables i reiteratius de censura, denunciat per associacions d'usuaris, comitès d'empresa, partits, sindicats i comitès de redacció, és l'exercida pel govern valencià dirigit pel Partit Popular sobre Canal 9. L'ens autonòmic fou criticat sovint per la manipulació dels seus continguts, sobretot en els espais informatius, utilitzats com a mitjà de propaganda i agitació política. Durant el procés pel cas Gürtel, Canal 9 va destacar per ometre informació relativa al cas. A més a més, les referències a la cultura catalana, a la unitat de la llengua catalana i als Països Catalans foren sistemàticament evitades per la televisió valenciana.
Al març del 2007, la Generalitat Valenciana, governada pel Partit Popular, va prohibir les emissions de TV3 al País Valencià. ACPV va refusar de tancar els repetidors i, al novembre del mateix any, la Generalitat en va executar el tancament forçós. El 1997, les emissions de TV3 al País Valencià van ser interferides durant la retransmissió de partits de futbol pel govern d'Eduardo Zaplana.
El 2009, durant un partit de final de la Copa del Rei de futbol entre el FC Barcelona i l'Athletic Club, TVE va censurar les escridassades a l'himne d'Espanya dels assistents. El fet es va repetir el 2012 al final de la copa disputada pels mateixos equips a l'Estadi Vicente Calderón.

#### Cinema
El 1985, la sala segona del Tribunal Suprem espanyol va suspendre la projecció i va censurar algunes escenes del documental Rocío (1980), rodat per Fernando Ruiz Vergara, que investigava els orígens i els interessos polítics, socials i econòmics ocults darrere la devoció a la Verge del Rocío. Ruiz Vergara es va exiliar a Portugal i no va tornar a dirigir pel·lícules però sí que va produir diverses obres per a la televisió portuguesa, com ara Os ventos, A luz occidental i Igrejas ad laetere.
El 2009, la pel·lícula Saw VI, dirigida per Kevin Greutert, no es va poder projectar d'inici a les sales comercials d'Espanya perquè el Ministeri de cultura va considerar que havia de rebre la classificació X. Tot i que no es tractava d'una pel·lícula pornogràfica, només va poder ser emesa en sales X. Finalment, a l'octubre de 2010, es va deixar projectar en sales comercials.
El 2011, un jutjat de Vilanova i la Geltrú (Garraf) va imputar per un suposat delicte d'exhibició de pornografia infantil el director del Festival de Cinema de Sitges, on s'havia fet passi de la pel·lícula sèrbia A Serbian Film, en la qual apareixien escenes fictícies de relacions sexuals amb menors d'edat.

#### Llibres
El 2010, alguns periòdics de Madrid (La Razón, ABC) van encetar una campanya de persecució contra el llibre de Xavier Makazaga Manual del torturador español, un treball d'investigació sobre les tortures a Espanya, publicat per l'editorial Txalaparta. Seguidament, el Partit Popular va manifestar que anava a sol·licitar al Govern Basc la retirada del llibre de les biblioteques públiques. A instàncies d'aquesta formació, l'alcaldesa de Basauri, del PSOE, va procedir a la retirada del llibre de la biblioteca pública d'aquesta localitat. Per la seva banda, el Govern Basc va respondre que les biblioteques eren competència dels ajuntaments i que a aquests els corresponia, en el seu cas, la retirada o no del llibre.
El 4 de setembre de 2014 la presentació del llibre Victus de l'autor català Albert Sánchez Piñol a Utrecht fou cancel·lada. Segons els mitjans, l'anul·lació de l'acte fou per pressions de l'ambaixada espanyola als Països Baixos, la qual qualificà de "sensible" amb el moment polític i acusà a l'autor de tergiversar dades històriques. Juliette van Wersch, editora neerlandesa de Victus, qualificà obertament l'incident com a censura, segons el diari NOS.

#### Música
El 1986 RTVE va interrompre l'emissió d'un concert per no emetre Cuervo ingenuo, de Javier Krahe, en el que es considera la primera censura pública d'una cançó a Espanya després de la Transició espanyola.
D'ençà l'any 2002, l'AVT i alguns partits polítics, com el Partit Popular, van encetar una campanya de criminalització del grup basc Soziedad Alkoholika, el qual sol criticar amb duresa el militarisme, el feixisme, el racisme i el sexisme, entre altres assumptes. Alguns concerts del grup van ser prohibits i El Corte Inglés va arribar a retirar temporalment els seus discos.
Al maig del 2004, l'AVT va presentar una denúncia contra el grup per un suposat enaltiment del terrorisme en cançons com «Explota Zerdo» i «Síndrome del Norte». Al setembre d'aquest mateix any, el jutge Baltasar Garzón va arxivar les diligències obertes. Al febrer de 2005 va rebutjar un nou recurs contra el grup i va acordar el sobreseïment lliure i el consegüent arxivament de les actuacions obertes contra Soziedad Alkoholika. Tanmateix, l'AVT va presentar un altre recurs que va ser estimat per l'Audiència Nacional al desembre del 2005 i al gener del 2006 el jutge Fernando Grande-Marlaska va ordenar que es continués la tramitació de la causa. Marlaska també va arxivar el cas, però la seva decisió va ser revocada per la Sala del Penal. El novembre del 2006 van ser jutjats i finalment absolts del delicte d'enaltiment del terrorisme.
El 4 d'octubre del 2011, el cantant català Pablo Hasél va ser detingut a Lleida i traslladat a l'Audiència espanyola, acusat de fer apologia del terrorisme en les lletres de les seves cançons. Va ser posat en llibertat l'endemà, amb càrrecs i sotmès a mesures cautelars.

#### Conferències
El 2017, durant la crisi constitucional espanyola, l'ambaixada espanyola a Bulgària va cancel·lar una conferència de l'autor de còmic Cels Piñol per a estudiants de l'Acadèmia Nacional d'Art de Sofia, la qual estava prevista per a finals d'octubre. L'anul·lació de l'acte fou justificat degut a l'activisme polític de l'autor i les seves declaracions sobre el referèndum de l'1 d'octubre.